# 공중그네 (소설)
《공중그네》(일본어: 空中ブランコ)는 오쿠다 히데오의 소설이다. 정신과 의사 이라부 시리즈의 2탄. 제 131회 나오키상을 수상하였다. 대한민국에는 은행나무에서 번역하여 출간하였다.
〈공중그네〉,〈고슴도치〉, 〈장인의 가발〉,〈3루수〉,〈여류작가〉로 구성되어있다.
2005년에는 특별 드라마로 제작, 2009년에는 소설을 원작으로 한 동명 타이틀 애니메이션이 제작되어 후지테레비에서 방영.

## 등장인물
이라부 이치로
이라부 종합병원 신경과 의사. 주사를 좋아해 환자에게는 일단 주사를 놓는다. 야마시타의 제지에도 아랑곳하지 않고 "난 가벼우니까"라며 공중그네에 도전하는 등 대범한 성격.
학창시절에는 겉늙은 얼굴때문에 동급생들 사이에서는 강사로 오해받는 일이 많았다. 의학부의 재앙이라 불리며 성가신 취급을 받았으며, 대학을 졸업한 후에는 소아과 의사가 되었으나, 빈번하게 환자의 아이와 똑같은 정신연령으로 싸워 클레임이 쇄도하자, 신경과로 옮겼다. 대학졸업 자체가 아키시노노미야 친왕의 성혼특사였다, 의사국가시험 합격에 프리메이슨이 관여했다는 등 성적에 많은 의혹이 있다.
마유미
신경과 간호사. F컵의 글래머. 노출이 많은 옷을 즐겨입는다. 이라부와 함께 왕진을 나갔을 때는 호피 무늬의 핫팬츠를 입고 있었다.
야마시타 코헤이
〈공중그네〉의 주인공. 서커스에서 공중그네 연기를 담당하고 있다. 플라이어 경력 7년으로, 공중그네 담당단원 리더. 양친 모두 서커스 단원이었다. 거듭해서 실수를 반복하자 아내와 단원들이 정신과를 추천하여 방문하게 된다. 점프를 실패하는 것은 파트너가 심술을 부리기 때문이라고 생각하고 있다.
이노 세이지
〈고슴도치〉의 주인공. 시부야 일대를 거점으로 하는 야쿠자. 기노이 일가의 부두목. 과거에는 "시부야의 멧돼지"라 불리는 잘 나가는 건달이었다. 젓가락도 쓰지 못할 정도의 선단공포증이며, 식사를 할 때는 스푼을 사용한다. 내연의 아내에게 권유받아 신경과의 진찰을 받는다.
이케야마 타츠로
〈장인의 가발〉주인공. 대학 강사로, 부속병원에서 근무하는 신경과 의사. 장인어른이 의학부 학부장으로 취임하여 전도양양. 이라부와는 의대생 시절 동급생. 비상벨 버튼을 누르고 도망치고 싶은 충동이나, 질서정연하게 정돈된 것을 부수고 싶어하는 강박신경증. 장인어른이 한눈에 알아볼 수 있는 가발을 쓰고 있어, 볼 때바다 벗기고 싶은 충동에 시달리고 있다.
반도 신이치
〈3루수〉의 주인공. 프로야구 선수. 프로입단 10년차의 베테랑 3루수. 어느 연습시합에서 젊은 신인 루키에게 별나다는 야유를 듣고 폭투한 이후, 1루에 제대로 송구할 수 없게 된다. 오른쪽 어깨가 아프다고 속이고 지금은 부상자로 1군에서 빠져있다.
호시야마 아이코
〈여류작가〉의 주인공. 도시남녀의 심리상태를 그린 당대 최고라 불리는 소설가. 신작을 집필하던 중 예전에 썼던 내용이 아닐까 불안해진다. 심원성 구토증을 앓았으며 완치했지만 2년 만에 증세가 재발하여 신경과에 찾아간다.

## TV 드라마
2005년 5월 27일 금요엔터테인먼트 특별기획으로 방영된 후지테레비 제작 특별 드라마.

### 줄거리
어느날 갑자기 점프를 성공하지 못하게 되어 불면증에 시달리는 공중그네 플라이어 야마시타 코헤이, 선단공포증의 야쿠자 이노, 과대 망상으로 자의식 과잉인 모델 히로미. 그들은 각자 고민을 안고 정신과 의사 아라부를 찾아가 카운셀링을 받는다. 하지만 치료법은 언제나 비타민 주사를 놓아줄 뿐, 호기심 왕성한 아라부의 기상천외한 행동에 환자들은 당황해 하며 해프닝에 휘말린다. 과연 그들의 병은 나을 것인지?

### 출연
- 이라부 이치로: 아베 히로시

전대미문의 치료를 실시하는 괴짜 정신과 의사. 호기심이 왕성하고, 좋게 말하면 천진난만, 나쁘게 말하면 무대뽀. 실은 종합병원의 자제.
- 마유미: 샤쿠 유미코

아라부의 동료 간호사. 섹시하고 짧은 간호사 옷을 입고 있다.
- 야마시타 코헤이: 사카이 마사토

공중그네의 천재 플라이어. 갑자기 점프를 하지 못하게 되어 불면증에 시달리고 결국 아라부를 찾아가게 된다.
- 야스카와 히로미: 사토 히토미

모델. 과대망상으로 자의식 과잉인 구석이 있다. 스토커에게 괴롭힘을 당하고 있다. 원작은 《인더풀》
- 이노 세이지: 엔도 켄이치

야쿠자. 꽁치 머리를 쳐다본 것만으로도 벌벌 떨 정도의 선단공포증
- 에리: 코쿠부 사치코
- 우치다나: 이이누마 세이지

공중그네의 캐쳐

### 스탭
- 원작: 오쿠다 히데오 《공중그네》(분게이슌주 판)
- 기획: 아라이 아키히로, 호바라 켄이치로(후지 테레비)
- 각본: 하시모토 히로시
- 프로듀서:関口静夫、橋本芙美（쿄도 테레비）
- 연출: 무라카미 쇼스케 (쿄도 테레비)
- 제작: 후지 테레비, 쿄도 테레비

## TV 애니메이션
2009년 10월 15일부터 후지테레비 노이타미나 계열에서 방송. 이라부 이치로가 연출상 곰인형 탈을 쓴 비만체(대) 곰 귀 머리띠를 쓰고 안경을 낀 마른 체형의 미청년(중), 헐렁한 백의를 걸치고 반바지를 입은 소년(소)의 세가지 모습으로 등장하거나, 그 외의 캐릭터도 원작에 없거나 혹은 설정이 바뀌어 등장한다. 《하이브리드 애니메이션》을 표방하여 실사 영상을 섞어 제작하였으며, 마유미 역의 스기모토 유미의 얼굴과 전신, 게다가 매회 환자로 등장하는 메인캐스트 성우는 실제 얼굴과 애니메이션을 합성하여 부분적으로 출연한다. 따라서 메인 캐스트의 캐릭터 디자인도 실제 얼굴을 원본으로 하여 제작되었으며 그 외에도 생물등을 상징적으로 표현하는 장면도 있다. 후쿠이치, 즉 후쿠이 켄지도 실제 얼굴과 애니메이션을 합성하여 제작된 것이며 용어나 증상, 증세의 예시, 치료 현실이나 상이점등을 해설하는 역으로 등장한다.

### 캐스트
- 이라부 이치로(大·中): 미츠야 유우지
- 이라부 이치로(小):박로미
- 마유미: 스기모토 유미
- 야마시타 코헤이: 모리카와 토시유키
- 다구치 테츠야: 사쿠라이 타카히로
- 호시야마 쥰이치: 미키 신이치로
- 반도 신이치: 나미카와 다이스케
- 이케야마 타츠로: 히라타 히로아키
- 츠다 유타: 이리노 미유
- 츠다 에이유: 후루야 토오루
- 이노 세이지: 타카하시 히로키
- 이와무라 요시오: 이와타 미츠오
- 야스카와 히로미: 하타노 와타루
- 타나베 미츠오: 오키아유 료타로
- 후쿠잇치: 후쿠이 켄지(후지 TV 아나운서)

### 스탭
- 원작: 오쿠다 히데오 《인더풀》《공중그네》《촌장선거》(분게이슌주 판)
- 시리즈 디렉터: 나카무라 켄지
- 각본: 이시카와 마나부
- 캐릭터 디자인·총작화 감독: 하시모토 타카시
- 시리즈 구성: 이시카와 마나부
- 미술 디자인: 토키와 쇼지
- 색채설계: 나가이 루미코
- CG 감독: 모리타 노부히로
- 음향 감독: 나가사키 유키오
- 음악: 모리 히데하루
- 프로듀서: 情野誠人, 야마모토 코지, 와시오 타카시
- 애니메이션 제작: 도에이
- 제작: 공중그네 제작위원회 (후지 TV, 아스믹 엔터테인먼트, 소니 뮤직 엔터테인먼트, 덴쓰, 도에이 애니메이션, 분게이슌주)

### 주제가
오프닝 테마
- 〈Upside Down〉

작사·작곡: 이시노 탓큐 / 편곡·노래: 덴키 그루브
엔딩 테마
- 〈Shangri-La (Y.Sunahara 2009 Remodel)〉

작사: 덴키 그루브 / 작곡: 덴키 그루브, Bebu Silvetti / 편곡:덴키 그루브, Y.sunahara / 노래: 덴키 그루브

### 서브타이틀
| 화수   | 부제(원제)     | 부제(풀이)                    | 각본            | 그림 콘티                                     | 연출                                          | 작화 감독                       |
| ------ | -------------- | ----------------------------- | --------------- | --------------------------------------------- | --------------------------------------------- | ------------------------------- |
| 제1화  | 空中ブランコ   | 공중그네                      | 이시카와 마나부 | 카쿠도 히로유키 나카무라 켄지                 | 하타노 코헤이                                 | 하시모토 타카시 草間英興        |
| 제2화  | 勃ちっ放し     | 아, 너무 섰다!                | 무라야마 이사오 | 우에다 히데히토                               | 우에다 히데히토                               | 岡辰也 渡部穏寛 스기후지 사유리 |
| 제3화  | 恋愛小説家     | 연애소설가                    | 타구치 토모코   | 지오카 키미토시                               | 후쿠모토 키요시                               | 와타나베 나즈키                 |
| 제4화  | ホットコーナー | 핫코너(소설 번역 제목: 3루수) | 무라야마 이사오 | 오가와 코지                                   | 오가와 코지                                   | 사쿠마 신이치                   |
| 제5화  | 義父のアレ     | 장인의 그것                   | 무라야마 이사오 | 鈴木清祟                                      | 鈴木清祟                                      | 타카다 아키라                   |
| 제6화  | フレンズ       | 프렌즈                        | 타구치 토모코   | 카쿠도 히로유키                               | 카쿠도 히로유키                               | 이시하라 메구미                 |
| 제7화  | ハリネズミ     | 고슴도치                      | 이시카와 마나부 | 우에다 히데히토                               | 우에다 히데히토                               | 岡辰也 渡部穏寛 스기후지 사유리 |
| 제8화  | いてもたっても | 이러지도 저러지도             | 무라야마 이사오 | 카쿠도 히로유키                               | 후쿠모토 키요시                               | 와타나베 나즈키                 |
| 제9화  | 天才子役       | 천재 아역                     | 무라야마 이사오 | 카이자와 유키오                               | 오가와 코지                                   | 사쿠마 신이치                   |
| 제10화 | オーナー       | 오너                          | 이시카와 마나부 | 하타노 코헤이                                 | 하타노 코헤이                                 | 草間英興                        |
| 제11화 | カナリア       | 카나리아                      | 이시카와 마나부 | 카이자와 유키오 지오카 키미토시 나카무라 켄지 | 카이자와 유키오 지오카 키미토시 나카무라 켄지 | 하시모토 타카시 岡辰也(협력)    |

## 서적
- 공중 그네 (空中ブランコ, 2004년) ISBN 89-5660-102-X